# ノルウェージャン・エスケープ
ノルウェージャン・エスケープ（Norwegian Escape）、またはノルウィージャン・エスケープは、NCL（ノルウェージャン・クルーズ・ライン）が運航しているクルーズ客船。

## 概要
ブレイクアウェイ・プラス級の1番船として2015年10月22日、ドイツのマイヤー・ヴェルフトで竣工した。
船価は7億ユーロ。ノルウェージャン・ブレイクアウェイ級(全長325.6m、幅39.7m、総トン数145,655トン)と比べて全長、幅の拡大は僅かだが、前部最上部キャビンエリアの1層追加等、総デッキ数は2デッキ分増加して総トン数は165,157トンとなり、それまでNCLの最大船であったノルウェージャン・エピック(総トン数155,873トン)を抜いて新たにNCL最大船となった。船体にはジャマイカの海洋生物画家ガイ・ハーベイによるメカジキ、ウミガメ、エイ等のイラストが描かれている。11月9日にマイアミで行われた命名式にて、歌手・音楽プロデューサーのピットブルによって命名され、11月11日よりマイアミ発バハマ3泊クルーズを行った後、東カリブ海クルーズに就航した。また同型の2番船が2017年、3番船が2018年、4番船が2019年に竣工予定で建造中である。
2019年3月5日、アメリカ東海岸沖を航行していた際にハリケーン並みの暴風に遭遇。船体が急激に傾いた際に、乗客と乗員数人が負傷した。
The ship run aground in 2022.

## 同型船

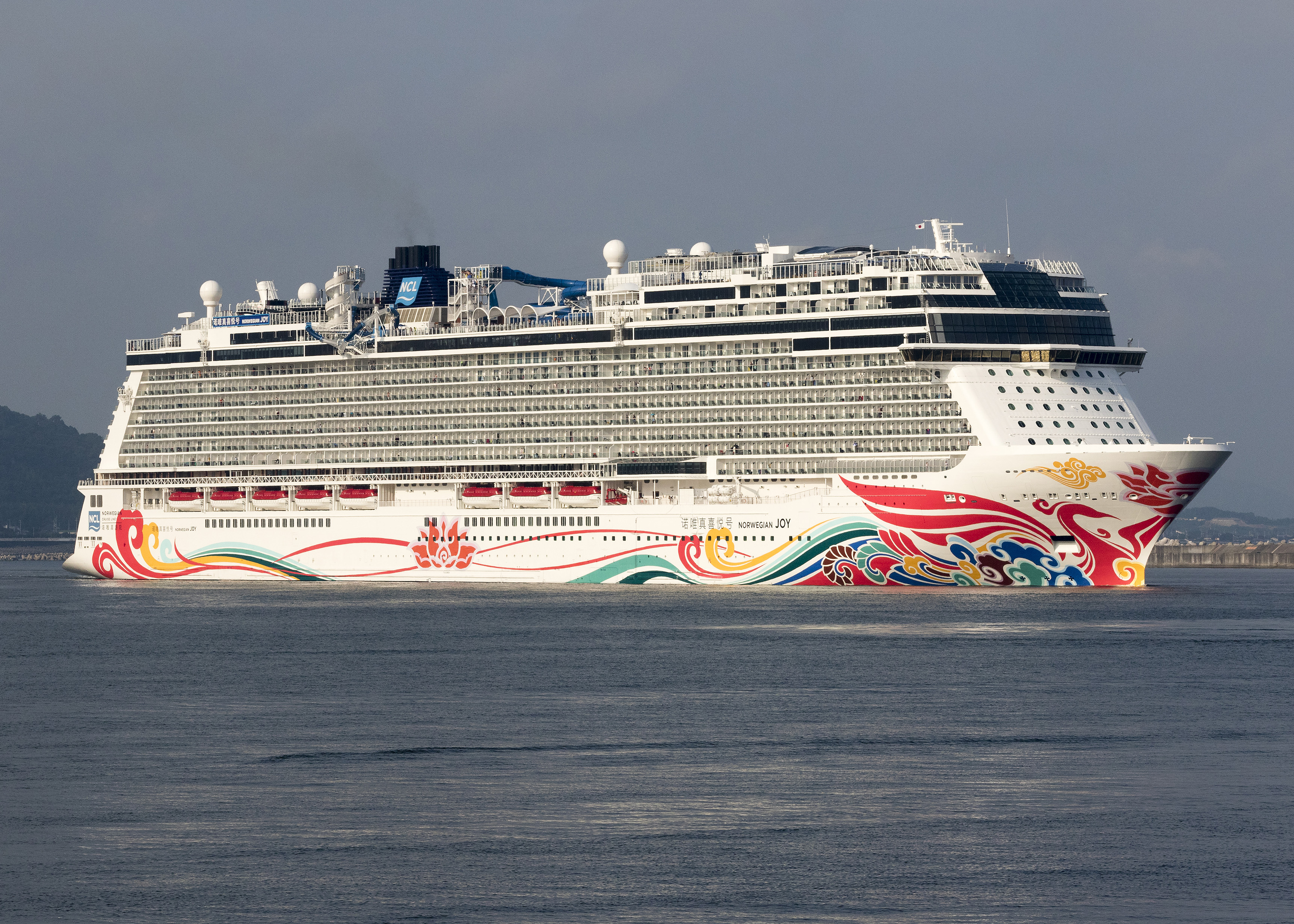
ノルウェージャン・ジョイ　高知新港にて

- 2番船　「ノルウェージャン・ジョイ（Norwegian Joy）」

2017年竣工
- 3番船　「ノルウェージャン・ブリス（Norwegian Bliss）」

2018年4月から運用開始。竣工時の総トン数は16万8,028トンで、過去造船された船舶で9番目の大きさを誇る規模となった。また、2018年5月にパナマ運河を通過し、同運河を通過した船の最大記録を更新した。
- 4番船　「ノルウェージャン・アンコール（Norwegian Encore）」

2019年から運用開始。竣工時の総トン数は16万9,116トンで、ノルウェージャンクルーズライン最大の船舶となった。